# Ga Tân Bình
Ga Tân Bình là một trong các nhà ga của Tuyến đường sắt đô thị Khu đô thị Tây Bắc - Thủ Thiêm nằm tại hai quận Tân Bình và Tân Phú, Thành phố Hồ Chí Minh.
Nhà ga nằm trên đường Trường Chinh, phía Tây giáp khu Công nghiệp Tân Bình.

## Bố trí ga
| L2 Tầng ke ga                        | Ke ga 1                                                                           | → L2 Tuyến 2 đi Phạm Văn Bạch (Hướng đi Thủ Thiêm) (giai đoạn 1, đang thi công) → ← L2 Tuyến 2 đi Tân Thới Nhất (Hướng đi Củ Chi) (giai đoạn 2, dự án) |
| Ke ga đảo, cửa sẽ mở ở bên trái/phải |                                                                                   | |
| Ke ga 2                              | → L2 Tuyến 2 đi Phạm Văn Bạch (Hướng đi Thủ Thiêm) (giai đoạn 1, đang thi công) → | |
| L1 Tầng trung chuyển                 | Tầng 1                                                                            | Khu bán vé, khu thương mại, khu bộ phận kỹ thuật, khu cổng ra vào và cổng kiểm soát                                                                    |
| G                                    | Mặt đất                                                                           | Cổng ra vào |